# Scolecobrotus uniformis
Scolecobrotus uniformis là một loài bọ cánh cứng trong họ Cerambycidae.